# Bitwa pod Starykami i Czernicą

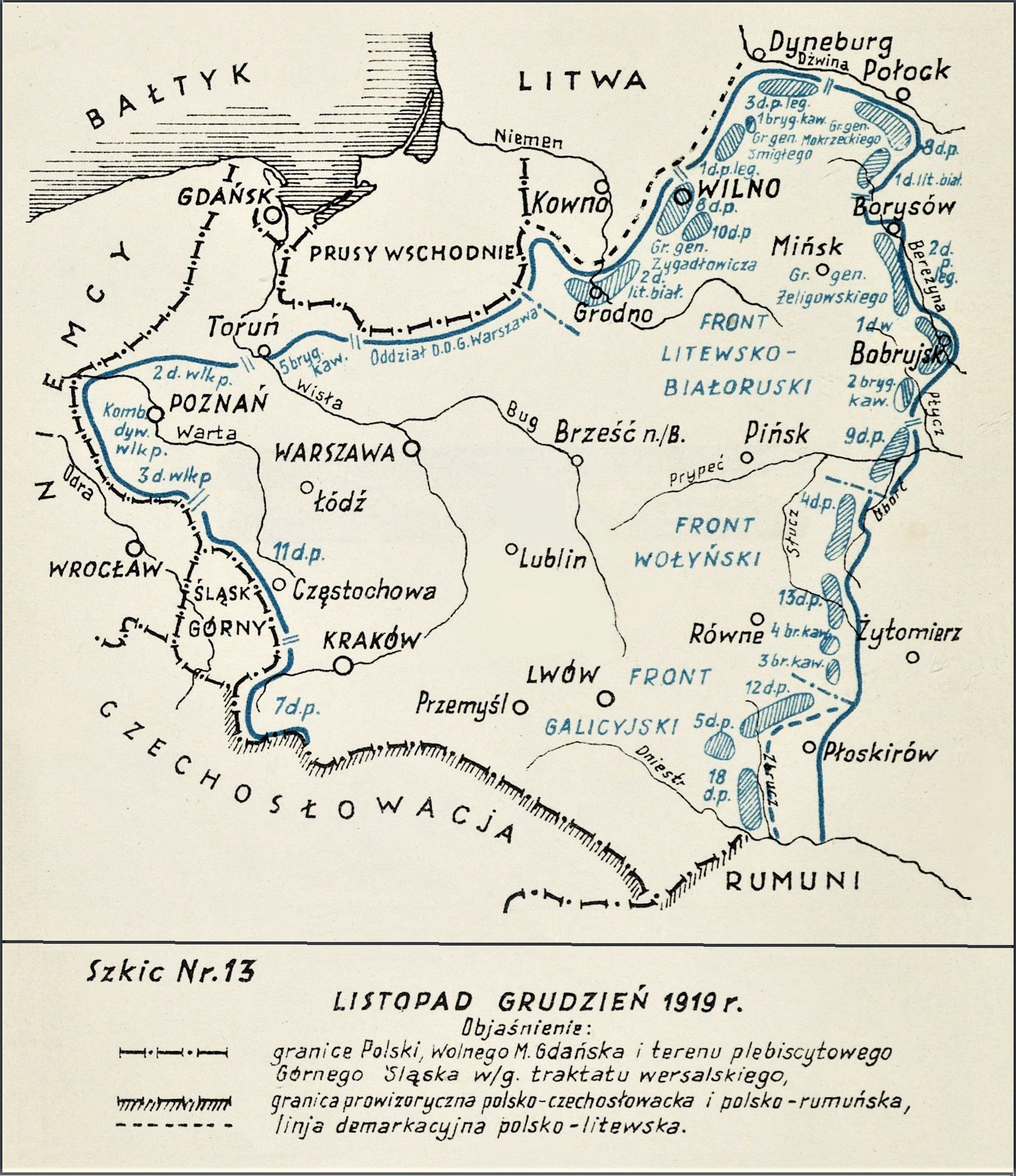
Adam Przybylski,
Wojna Polska 1918–1921

Bitwa pod Starykami i Czernicą – walki polskiego 11 pułku piechoty mjr. Aleksandra Zawadzkiego z oddziałami sowieckiej 44 Dywizji Strzelców w okresie wojny polsko-bolszewickiej.

## Geneza
Zimą 1919/1920, na froncie polsko-sowieckim odnotowywano tylko działania lokalne. Linia frontu była rozciągnięta od środkowej Dźwiny, wzdłuż Berezyny, Uborci, Słuczy, po Dniestr. Zastój w działaniach wojennych obie strony wykorzystywały na przygotowanie się do decydujących rozstrzygnięć militarnych, planowanych na wiosnę i lato 1920.
2 lutego 1920 pułk opuścił odcinek śląski i transportami kolejowymi został przerzucony na wschód, na front przeciwsowiecki. Po wywagonowaniu w Równem wszedł w skład odwodu ogólnego Frontu Wołyńskiego. Jego I batalion 24 marca został oddany do dyspozycji dowódcy 7 Dywizji Piechoty i odszedł do Korca.

## Walczące wojska
| Jednostka                    | Dowódca                 | Podporządkowanie |
| Wojsko Polskie               |                         |                  |
| dowództwo 7 Dywizji Piechoty | gen. Karol Schubert     | Front Wołyński   |
| ⇒ 11 pułk piechoty           | mjr Aleksander Zawadzki | Front Wołyński   |
| → II batalion 11 pp          |                         | 11 pułk piechoty |
| → II batalion 11 pp          |                         | 11 pułk piechoty |
| ⇒ batalion 26 pułku piechoty |                         | 26 pułk piechoty |
| Armia Czerwona               |                         |                  |
| 44 Dywizja Strzelców         | komdiw Iwan Dubowoj     | 12 Armia         |

## Walki pod Starykami i Czernicą
W marcu 1920 11 pułk piechoty ppłk. Aleksandra Zawadzkiego kwaterował w Równem. W tym czasie sowiecka 44 Dywizja Strzelców koncentrowała swoje oddziały w rejonie w rejonie Starynek i Czernic. Dowództwo polskie zdecydowało się zakłócić sowiecki rytm przygotowań do operacji zaczepnej i zorganizować wypad w rejon sowieckiej koncentracji. Ponieważ pierwszorzutowe polskie oddziały broniły szerokich odcinków frontu, zdecydowano utworzyć oddział wypadowy w oparciu o odwodowy 11 pułk piechoty. 1 kwietnia przewieziono koleją jego II i III batalion oraz pułkową kompanię ciężkich karabinów maszynowych koleją do Zwiahla. Stąd o świcie 2 marca grupa wypadowa pod osobistym dowództwem dowódcy pułku mjr. Zawadzkiego ruszyły na Staryki i Czernice. Manewr osłaniał batalion 26 pułku piechoty. Pododdziały wypadowe przedostały się lasami na tyły przeciwnika i zaatakowały go od wschodu. Wykorzystując zaskoczenie, bez większych strat opanowano wioski. Po uporządkowaniu pododdziałów grupa wypadowa wycofała się przez Hulsk poza Słucz. Wypad na Starzynki i Czernice był zarazem chrztem bojowym 11 pułku piechoty.
Dumny ze swych żołnierzy dowódca pułku mjr Aleksander Zawadzki tak napisał w swoim rozkazie dziennym:

Dzień 2 kwietnia 1920 roku złotemi głoskami zostanie zapisany na kartach dziejów 11-go pułku piechoty. Po raz pierwszy bowiem pułk, darzony zaufaniem przełożonych dowództw, pod Czernicą, Starykami i Hulskiem dowiódł, że żołnierz polski jest zawsze nieustraszony w walce z wrogiem swojej Ojczyzny. Świetne zwycięstwo okryło pułk nasz sławą i rozniosło nasze imię we wszystkie zakątki naszej ziemi. Dumny czując się, że stoję na czele takiego bohaterskiego pułku, podziwiam odwagę i męstwo wszystkich swych podwładnych i wierzę, że wieniec sławy zdobyty na polach Czernicy przyozdobi się w najbliższej przyszłości nowymi wawrzynami. Wszystkim oficerom i szeregowym biorącym udział w tej akcji składam serdeczne podziękowanie za złożone dowody zapału i męstwa. Imiona zaś tych, którzy życiem okupili to zwycięstwo pomieszczone będą w historji pułku, niechaj ich przelana krew stanie się bodźcem dla innych do dalszych laurów zwycięstwa. Cześć ich pamięci!

## Bilans walk
Udany wypad o blisko trzy tygodnie opóźnił uderzenie nieprzyjaciela na przyczółek w Zwiahlu.
Wzięto do niewoli około dwustu jeńców oraz zdobyto cztery działa i trzynaście ckm-ów.